# Flying Childers
Flying Childers est un célèbre cheval de course du XVIIIe siècle, né en 1714 et mort en 1741, souvent cité comme le tout premier vrai cheval de course de l'histoire du Pur-sang anglais.

## Carrière de course
Propriété du Duc de Devonshire, fils de Darley Arabian, l'un des trois fondateurs de la race pur-sang, Flying  Childers courut à six reprises, toujours sur l'hippodrome de Newmarket, entre avril 1721 et novembre 1723, soit entre 6 et 8 ans. Il demeura invaincu, d'autant plus facilement qu'il n'affrontait qu'un ou deux adversaires, voire aucun. Mais il passait pour le cheval le plus rapide à son époque.

## Descendance
Retiré dans un haras du Derbyshire, officiant comme étalon privé jusqu'à sa mort en 1741, Flying Childers eut une grande influence pour l'élevage, et pas seulement celui du pur-sang puisque l'un de ses fils, Blaze, a donné à son tour Shales (fondateur de la race des trotteurs Norfolk) et Messenger, fondateur quant à lui de la race standardbred, le trotteur américain.

## ing Notes et références
1. ↑  Flying Childers